# Микола Шугай — розбійник
«Микола Шугай — розбійник» — роман-балада чеського письменника Івана Ольбрахта. Вперше опублікований у 1933 році. Події роману розгортаються в Підкарпатській Русі (тепер Закарпаття), під час та після Першої світової війни.

## Сюжет
Вся історія розгортається в Рутенії. Цей край забутий, люди тут дуже бідні, і єдиним джерелом їхнього існування є ліси, де, за переказами, живе Бог, і де є безліч зачарованих місць, куди навіть дикі тварини не наближаються. У романі написані дві окремі сюжетні лінії — легенда про Миколу Шугая та його реальне життя, які переплітаються між собою. Книга є алегорією законного правосуддя та прагнення людей до свободи.
Сюжет книги починається з війни, коли юний Микола Шугай та його друг-німець тікають з табору військовополонених і ховаються в хаті місцевої жінки. Там вони куштують зілля, яке робить їх куленепробивними. Однак на другий день вони дізнаються, що жінка була відьмою, вбивають її і тікають. Потім вони розходяться різними шляхами, і більше ніколи не зустрінуться. Після війни Микола повертається додому, в рідне село Колочава, де живе зі своєю дівчиною Ержикою. Після війни Колочава лежить у руїнах, а люди починають бунтувати, грабують місцевого нотаріуса та єврейські крамниці, сподіваючись скинути мера і встановити новий порядок. Наступного дня Чеський уряд надсилає загін солдатів, які встановлюють порядок. Однак у цей момент Микола стає страшним розбійником з легенди. Уряд намагається його зловити і затримати. Однак, коли за його голову призначають винагороду, його друг зраджує його і вбиває сокирою на лузі. Друг так і не отримує обіцяної винагороди. Микола похований на цвинтарі в Колочаві без надгробків і без труни, але легенда про нього живе в місцевих лісах.

## Сприйняття
У 1933 році Іван Ольбрахт був відзначений Чеською державною премією з літератури за цей роман. Присудження Державної премії не тільки не викликало загального схвалення, але й спровокувало бурхливу опозицію, особливо серед жандармерії тодішньої Підкарпатської Русі. Деякі періодичні видання стверджували, що «присудження премії в той час, коли цими особами було спроваджено на той світ 48 жандармів, викликало глибокий жаль у лавах чеських жандармів, і присудження премії, ймовірно, було помилкою».
Письменник відреагував на ці негативні відгуки статтею «Шугай-розбійник і „обурені“ жандарми», яку він опублікував у тижневику «Čin». Серед іншого, він писав: «У „Миколі Шугаї“ я зображую повоєнні умови в карпатському селі, а також запеклу боротьбу між державною владою і розбійником та його друзями. Час і регіон надали цій боротьбі свого характеру, і жорстокість чинилася з обох боків. Якщо дивитися на постать Шугая статично, особливо в той час, коли з ним довелося мати справу владі новоствореної держави, і якщо дивитися цивілізовано, то можна сміливо дати жандармському начальству презумпцію невинуватості в тому, що Шугай був бандитом. Але література — це щось інше, ніж служба безпеки, очі митця дивляться інакше, ніж очі державної влади, і Шугай з легенди, що народжується, — це не Шугай 1920 і 1921 рр. Моя книга — роман, а не історична монографія, і само собою зрозуміло, що все в ній відбувалося не так, як насправді, і що особи в ній — не реальні люди».

## Видання українською
- Микола Шугай — розбійник. Книжково-журнальне видавництво. Львів. 1952. Переклад С. В. Масляка.
- Микола Шугай — розбійник. Книжково-журнальне видавництво. Львів. 1959. Переклад С. В. Масляка.
- Микола Шугай — розбійник. Книжково-журнальне видавництво. Львів. 1960. Переклад С. В. Масляка.
- Микола Шугай, розбійник. Ордена дружби народів видавництво «Карпати». Ужгород. 1990. Переклад С. В. Масляк, Д. І. Меденцій.

## Екранізації та використання роману як літературної основи

### Театр
- Балада для бандита — Мілан Ухде та Мілош Штедронь, Театр на струні в Брно.
- Колочава — Петро Ульріх, Міський театр Брно.

### Екранізації
- «Nikola Suhaj» (1947, Чехословаччина). Реж. — Мирослав Йосип Крнанський.
- «Nikola Šuhaj loupežník» 1977, Чехословаччина). Гол. роль Петро Чепек. Реж. — Євжен Соколовський.
- «Balada pro banditu» 1979, Чехословаччина). Музична адаптація з Мирославом Донутилом у головній ролі.